# Староборискинська сільська рада
Старобори́скинська сільська рада (рос. Староборискинский сельский совет) — сільське поселення у складі Сєверного району Оренбурзької області Росії.
Адміністративний центр — село Староборискино.

## Населення
Населення — 616 осіб (2019; 861 в 2010, 1194 у 2002).

## Склад
До складу сільської ради входять:
| Населений пункт      | Населення, осіб (2002) | Населення, осіб (2010) |
| -------------------- | ---------------------- | ---------------------- |
| Димка, селище        | 190                    | 120                    |
| Комишлінка, село     | 124                    | 96                     |
| Наумовка, село       | 107                    | 66                     |
| Солалейка, село      | 139                    | 52                     |
| Староборискино, село | 585                    | 494                    |
| Шаталовка, присілок  | 49                     | 33                     |